# Rio Mossoró
Le rio Mossoró est un cours d'eau qui arrose l'État du Rio Grande do Norte, au Brésil. Il reçoit le rio Apodi au niveau de sa municipalité éponyme.